# Schilf-Straußgras
Das Schilf-Straußgras oder Zarte Straußgras (Agrostis schraderiana, Synonym: Agrostis agrostiflora) ist eine Pflanzenart aus der Gattung der Straußgräser (Agrostis) innerhalb der Familie der Süßgräser (Poaceae). Das Verbreitungsgebiet liegt in Europa in subalpinen und alpinen Höhenlagen.

## Beschreibung

### Vegetative Merkmale
Das Schilf-Straußgras ist ausdauernde krautige Pflanze und bildet lockere Horste. Es hat kurze unterirdische Ausläufer mit zahlreichen Erneuerungssprossen. Die Halme sind aufgerichtet oder geknickt aufsteigend, 20 bis 65 Zentimeter lang, drei- bis fünfknotig, glatt und unbehaart. Der obere Teil der Blattscheide ist rau, das Blatthäutchen ist ein 2 bis 3 Millimeter langer, nicht bewimperter, häutiger Saum. Die Blattspreite wird bis zu 15 Zentimeter lang und 5 Millimeter breit. Sie ist anfangs eingerollt und dann flach ausgebreitet, auf beiden Seiten gerieft und rau. Das obere Ende ist zugespitzt, die Blattränder sind stachelhaarig.

### Generative Merkmale
Die Blütezeit reicht von Juli bis August. Der rispige Blütenstand ist 5 bis 15 Zentimeter lang, locker und nur zur Anthese ausgebreitet. Die unteren Seitenäste gehen zu dritt bis zu fünft vom Halm ab und sind sehr rau. Die Ährchen stehen einzeln, sind gestielt, einblütig und bei einer Länge von 2,5 bis 3,6 Millimetern lanzettlich oder länglich. Der Stiel ist fadenförmig und stielrund. Das Blütchen fällt in der Reifezeit aus den Hüllspelzen, die an der Rispe zurückbleiben. Die Hüllspelzen sind beinahe gleich, die obere ist jedoch etwas kürzer. Sie sind einnervig, etwa gleich lang wie die Ährchen, lanzettlich, spitz, häutig, glatt und unbehaart und nur am Kiel rau. Der Kallus des Blütchen zeigt zwei dichte Haarbüschel, die ein drittel bis halb so lang wie die Deckspelzen sind. Die Deckspelze ist fünfnervig, breit-lanzettlich, 2 bis 2,5 Millimeter lang, zarthäutig, glatt und unbehaart. Das obere Ende ist gezähnelt. Meist wird keine Granne gebildet, falls doch ist sie dünn, bis zu 0,8 Millimeter lang, und entspringt knapp unter dem Spelzenrand. Die Vorspelze erreicht nur ein Fünftel der Länge der Deckspelze. Die Staubbeutel sind 1,3 bis 1,6 Millimeter lang.
Als Früchte werden etwa 1,6 Millimeter lange Karyopse gebildet.
Die Chromosomenzahl beträgt 2n = 28.

## Ökologie
Das Schilf-Straußgras wird vom Rostpilz Puccinia pygmaea mit Uredien und Telien  befallen. Außerdem wird das Schilf-Straußgras wie auch andere Arten der Straußgräser vom Pilz Tilletia decipiens befallen, der jedoch nie bei den Reitgräsern (Calamagrostis) auftritt.

## Vorkommen
Da Schilf-Straußgras kommt vor in Spanien, Frankreich, Italien, in Deutschland, der Schweiz, Österreich, Slowenien und Bosnien-Herzegowina. In Österreich kommt es in den Bundesländern Oberösterreich, Steiermark, Kärnten, Salzburg, Tirol und Vorarlbergvor.
Es gedeiht in den Alpen in Höhenlagen von 1400 bis 3000 Metern. Am Sassal Mason in Graubünden erreicht es 3010 Meter, im Kanton Wallis ob Zermatt 3005 Meter. Es wächst stellenweise auch in niedrigeren Lagen, teilweise kann es durch Bäche auch in niedrigere Lagen abgeschwemmt werden. Man findet es auf offenen, steinigen Viehwegen, in lange schneebedeckten und durchfeuchteten Blockhängen, in Zwergstrauchheiden, als Teil der Hochstaudenvegetation und im Grünerlengebüsch der subalpinen und niedrigeren alpinen Höhenstufe. In den Allgäuer Alpen kommt es von 1600 Metern bis zu 2200 Metern vor.
Es wächst auf mäßig frischen, kalk- und nährstoffarmen, neutralen bis schwach sauren, lockeren Böden mit einem mittleren Gehalt an Humus. Es gedeiht im Agrostietum agrostiflorae aus dem Verband Caricion ferrugineae, kommt aber auch in Gesellschaften der Verbände Adenostylion, Salicion waldsteinianae, Nardion oder Calamagrostion vor.
Die ökologischen Zeigerwerte nach Landolt et al. 2010 sind in der Schweiz: Feuchtezahl F = 3+w+ (feucht aber stark wechselnd), Lichtzahl L = 4 (hell), Reaktionszahl R = 2 (sauer), Temperaturzahl T = 1+ (unter-alpin, supra-subalpin und ober-subalpin), Nährstoffzahl N = 3 (mäßig nährstoffarm bis mäßig nährstoffreich), Kontinentalitätszahl K = 2 (subozeanisch).

## Systematik
Die Erstbeschreibung erfolgte 1890 unter dem Namen Calamagrostis agrostiflora Beck nom. superfl. durch den österreichischen Botaniker Günther Beck von Mannagetta und Lerchenau in der Flora von Nieder-Osterreich, 1, Seite 61; sie wurde wegen der langen Behaarung des Kallus zur Gattung Calamagrostis gerechnet. 1944 stellten Erwin Janchen und Hans Neumayer diese Art unter dem Namen Agrostis agrostiflora Janch. & H.Neumayer in der Wiener botanische Zeitschrift, Band 93, Seite 79 zur Gattung der Agrostis, dies wurde durch die Anatomie der Deckspelzen gerechtfertigt begründet. Der akzeptierte Name Agrostis schraderiana Bech. wurde 1938 in Bericht der Schweizerischen Botanischen Gesellschaft, Band 48, Seite 282 veröffentlicht.
Weitere Synonyme Agrostis schraderiana Bech. sind: Agrostis tenella (Schrad.) Schleich. ex Gaudin nom. illeg., Agrostis pilosa var. mutica Gaudin, Arundo humilis Roem. & Schult. nom. superfl., Agrostis pilosa Schleich. ex Gaudin nom. illeg., Arundo tenella Schrad., Calamagrostis humilis O.Schwarz nom. superfl., Calamagrostis lanceolata var. tenella (Schrad.) Steud., Calamagrostis schraderiana (Bech.) Cif. & Giacom. nom. superfl., Calamagrostis tenella (Schrad.) Host, Calamagrostis tenella var. humilis (Roem. & Schult.) Brand, Calamagrostis alpina var. convolutiva Beck, Calamagrostis pilosa (P.Beauv.) Greuter, Calamagrostis tenella var. aristata Mutel, Calamagrostis tenella var. mutica Mutel, Vilfa pilosa P.Beauv.
Der Gattungsname Agrostis stammt aus dem Lateinischen, agrostis bezeichnete lästiges Unkraut, das auf den Feldern wächst. Das Artepitheton agrostiflora wurde von Günther Beck gewählt, der die Art zu den Reitgräsern zählte. Es verweist auf die Ähnlichkeit der Blätter mit denen der Gattung Agrostis, zu der es gezählt wird.
Die Art Agrostis schraderiana gehört zur Gattung Agrostis der Untertribus Agrostidinae aus der Tribus Poeae in der Unterfamilie Pooideae innerhalb der Familie Poaceae.